# Carstvo Oyo
Carstvo Oyo (joruba: Ilú-ọba Ọ̀yọ́) bilo je moćno carstvo naroda Joruba na području današnjeg Benina i Nigerije, koje je postojalo od kasnog 13. ili ranog 14. stoljeća do 1896., kada je njegov teritorij postao dijelom kolonijalnih posjeda Francuske i Ujedinjenog Kraljevstva.
Priče o nastanku Carstva Oyo imaju svoje mitološke korijene. Osnivačem se smatra Oranjan, sin jorubskog boga Oduduwe, koji je pratio magičnu zmiju do područja gdje je otišla u podzemlje i nestala. Na ovom području Oranjan je osnovao Carstvo Oyo. Kako su stoljeća odmicala, a zahvaljujući izvrsnim organizacijskim vještinama Joruba, Oyo je brzo napredovao i bio najmoćnija i najistaknutija zapadnoafrička država od sredine 15. do kasnog 18. stoljeća. Osim toga, imao je značajnu vojnu moć i u jednom trenutku držao je  kontrolu nad većinom okolnih područja, poput Jorubalanda ili Dahomeja. Razvoju je uvelike pridonijela i trgovina robljem, koja je svoje važno trgovačko mjesto imala upravo na području Oya.
Početkom 1820-ih Oyo je doživio težak udarac nakon što su prihodi od trgovine robljem počeli opadati zbog ranije zabrane trgovine u Britaniji. Osim toga, 1823. Dahomej se pobunio i povratio punu autonomiju od Oya. Desetak godina kasnije, Fulani su pokrenuli vojni pohod na Oyo i potpuno uništili glavni grad Oyo-Ile, nakon čega je sjedište premješteno južnije, u Ago d'Oyo. Međutim, ovaj rizik se nije isplatio, jer Oyo nikada nije povratio prestiž i moć koju je uživao u regiji. Carstvo je postojalo do 1896. godine, kada je njegov teritorij podijeljen između tadašnjih kolonijalnih sila.